# 花茶

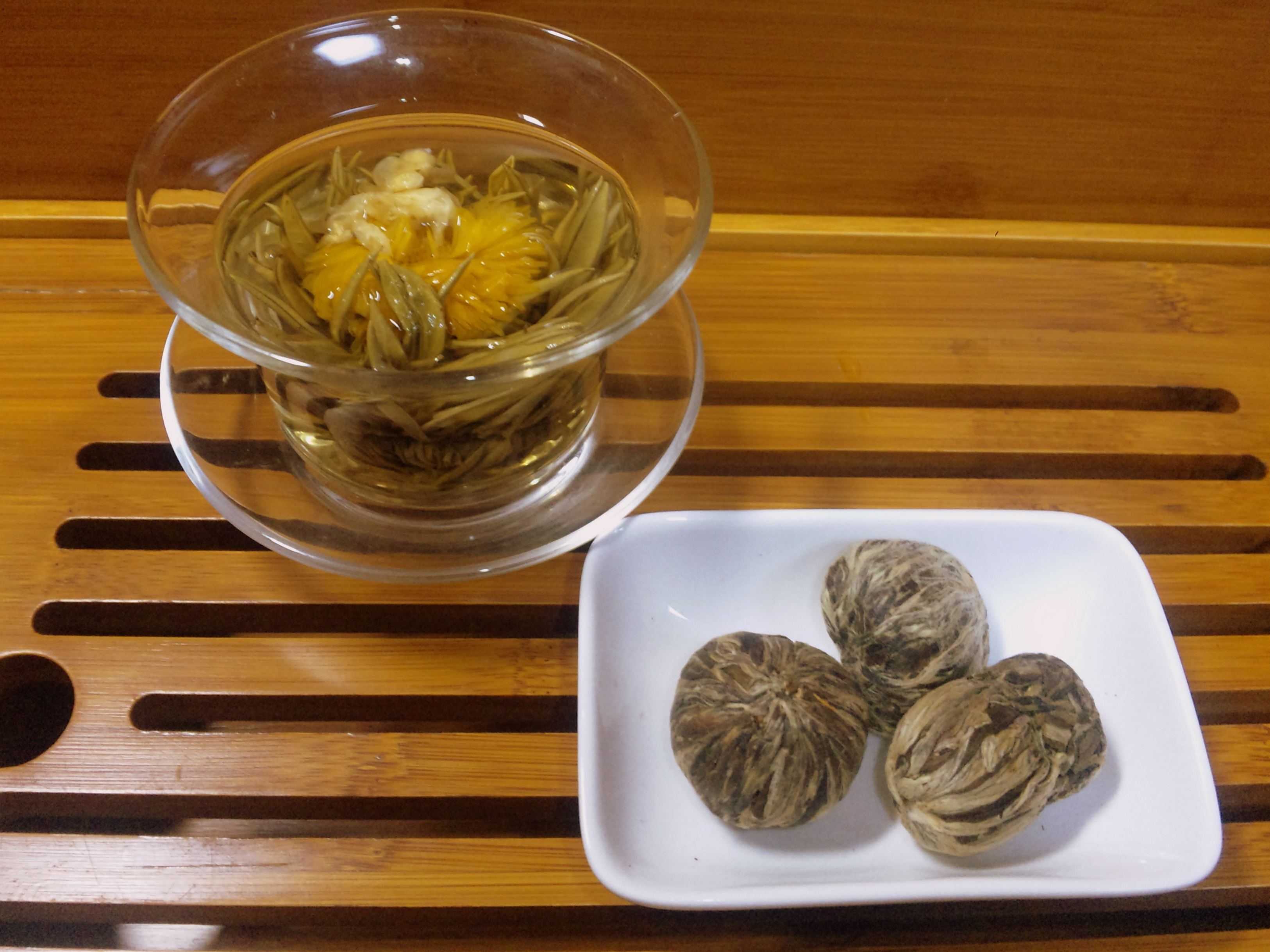
工芸茶3種の形状。いずれもジャスミン茶。

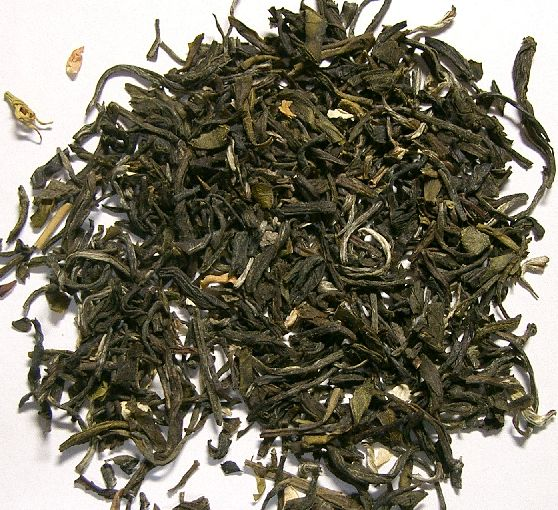
ジャスミン茶
（白いものはジャスミンの花弁）

花茶（はなちゃ、中国語: 花茶; 拼音: huāchá; 注音: ㄏㄨㄚ ㄔㄚˊホアチャァ）は中国茶の一種。緑茶や青茶など茶の製法によって分類する六大分類とは別種に分類される。そのため、最近では六大分類に花茶を加える方法で中国茶を分類するのが主流となっている。

## 概要
花茶には、製法や原料により三つの種類が存在する。
- 花弁の香りを茶葉に移したもの。茶葉には香りを吸収するという特性があり、それを利用した製法である。
- 乾燥させた花弁を茶葉に混ぜたもの。この製法だけで作られたものの他のに、上記の製法で作られたあと花弁を加える手順を踏むものもある。
- 本来の「茶」は使わず、ハーブティのように花弁そのものを煎じて飲むもので、こちらは漢方薬として発達したものである。ただし、このような、茶樹を由来としない茶を花茶ではなく違う区分として取り扱う資料も多く見られる[2]。本項ではこの類の茶は解説しない。

また、茶葉を加工する際、糸で縛ったりして整形し、茶を抽出する際に茶葉の形状の変化や花の出現する様子を楽しめるものもあり、それらを一般に工芸茶あるいは龍須茶と呼ぶ。

## 歴史
花茶の起源は宋代の福建省に遡れるとすることもあるが、当時の製法は茶葉に醤油を振りかけるというもので、現代の製法とは異なっており、これを花茶の起源とするかどうかは疑問も残る。現在と同じく新鮮な花弁の香りを茶葉に吸収させる手法がとられるようになったのは元の時代からともされる。明代の茶の解説書である『茶譜』（著者:顧元慶）には「花弁と茶葉の割合は1対15にするべき」という記述が見られ、現在の製法ともほぼ一致することからこの頃に製法が完成したと言ってもいいであろう。

## 製法
一般的には緑茶を用いる。しかし、白茶、青茶、紅茶、黒茶を用いたものもある。

安価なものの場合、花と茶葉を直接混ぜることで香りを茶葉に移す。安価な茶葉に花の香りを付加して価値を高めることが主な目的である。

高価なものでは、薄紙を茶葉と花の間にはさみ、積層させて香りを移すという手法が用いられる。この手法では比較的ゆっくりと、かつ深くに香りが浸透するため、工程を約２回以上繰り返す必要があり、製造期間も最大で数ヶ月を費やすこととなる。

## 花茶の種類
代表的な花茶としては以下のものが挙げられる。

### 茶葉を主原料としたもの
- ジャスミン茶（茉莉花茶） - モクセイ科ソケイ属のマツリカ（茉莉花、アラビアジャスミン）の花を香りづけに使用したもの。花冠そのものを茶葉に混ぜたものもある。
- 珠蘭花茶 - 乾燥させた珠蘭(センリョウ科のチャラン : Chloranthus spicatus (Thunb.) Makino)の花を茶葉に混ぜたもの。
- 桂花茶 - キンモクセイの花弁を香りづけに使用したもの。青茶を土台とする桂花烏龍茶もある。
- 蓮茶 - ハスの雄しべを香りづけに使用したもの。ベトナムでよく飲まれる[4]。

### 花そのものを使用するもの
- 菊花茶 - 乾燥させた菊の花に湯を注して飲むが、プーアル茶など、他の茶葉と混ぜて使用することもある。漢方としても扱われている。
- 洋菊茶 - 菊花茶と同じく。菊花茶は黄色い花であるのに対し、洋菊茶は白い花。また茶外茶としては菊花茶とは効能が違うとされている。
- 薔薇茶（玫瑰茶） - ハマナスの、開花する直前のつぼみを乾燥させて茶として飲むほか、黒茶などとブレンドして飲む。
- 玳玳花茶 - ダイダイの花を乾燥させたものに湯を注して飲む。

## 参考資料
- 成美堂出版編集部、2004、『茶葉の選び方、おいしい淹れ方が解る中国茶の楽しみ方BOOK』、成美堂出版 ISBN 9784415071336
- 棚橋篁峰、2003、『中国茶文化』、紫翠会出版 ISBN 9784916007872